# Isabella Tomasi

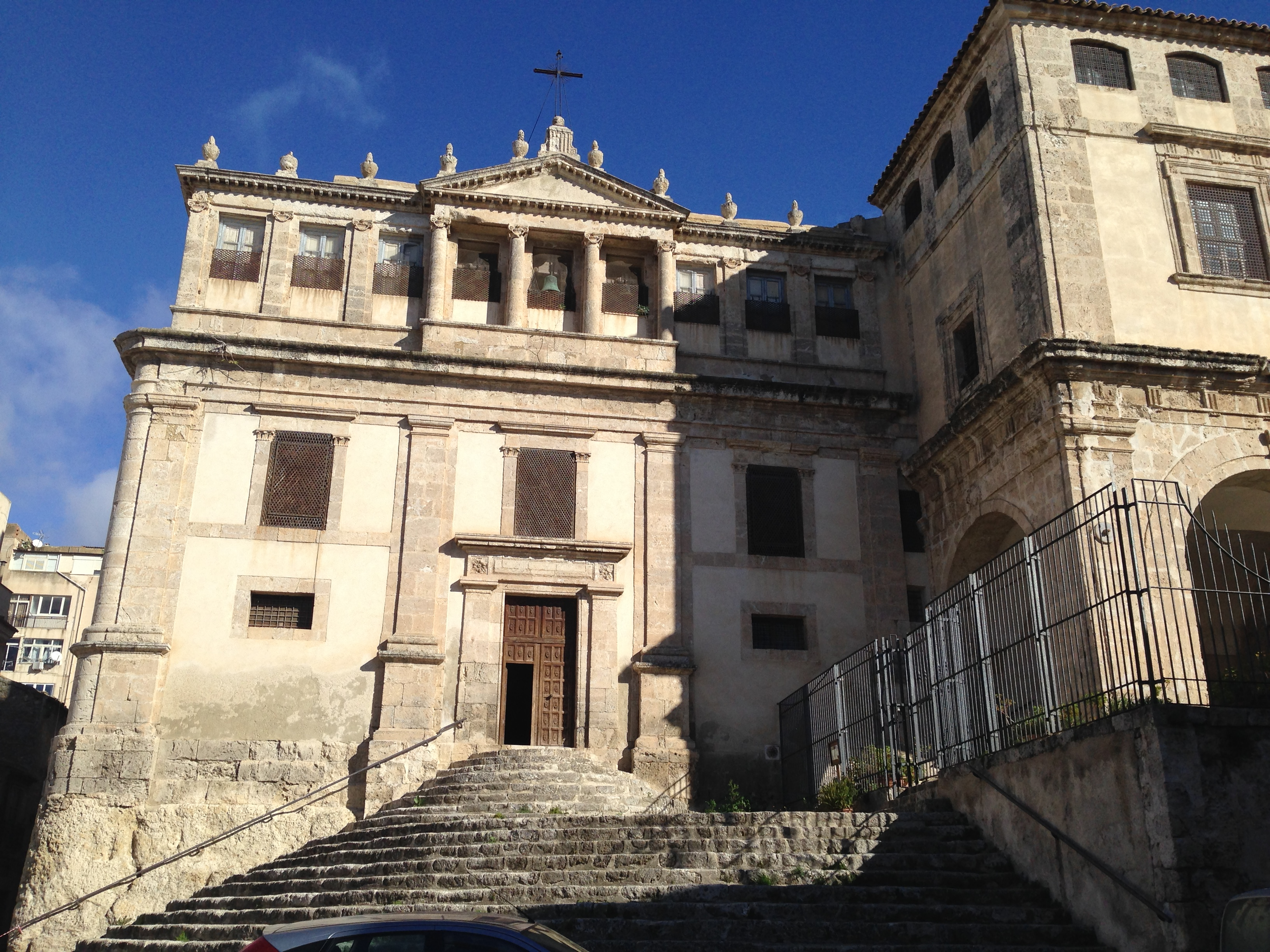
Il monastero di clausura di Palma di Montechiaro dove visse e morì la venerabile Maria Crocifissa della Concezione, al secolo Isabella Tomasi

Suor Maria Crocifissa della Concezione al secolo Isabella Tomasi (Agrigento, 29 maggio 1645 – Palma di Montechiaro, 16 ottobre 1699) è stata una religiosa e nobile italiana, considerata venerabile dalla Chiesa cattolica.

## Biografia
Isabella Tomasi nacque ad Agrigento il 29 maggio 1645. Secondogenita del duca di Palma Giulio Tomasi, principe di Lampedusa, e di Rosalia Traina, baronessa di Falconeri e Torretta. Venne educata in un ambiente familiare molto cristiano che caratterizzò sempre la casata Tomasi di Lampedusa. Non è noto se fosse già allora destinata dalla famiglia alla vita monacale, anche se è probabile che fosse così. D'altro canto lo stesso era stato fatto con il fratello Giuseppe Maria, che diverrà cardinale e che verrà santificato, e con le altre due sorelle, Francesca e Antonia.
Il padre delle giovani, Giulio, e il fratello Carlo avevano chiesto e ottenuto dalla curia il permesso di costruire un monastero benedettino di clausura a Palma di Montechiaro, dedicato al SS. Rosario. Ristrutturarono, quindi, il loro palazzo ducale (i Tomasi erano feudatari di Palma) trasformandolo in un cenobio attiguo alla cattedrale del tempo che divenne la chiesa della comunità religiosa.
Isabella Tomasi entrò nell'Ordine il 7 ottobre 1660 e prese i voti assumendo il nome di Maria Crocifissa della Concezione.
Iniziò così la sua vita di religiosa dedicandosi alla meditazione, ai lavori più umili e a un'intima e fervente unità con il Signore. Il vescovo di Agrigento, Ignazio D'Amico, essendo venuto a conoscenza della devozione della monaca, inviò tre gesuiti per avere conferma di quanto appreso. I tre sacerdoti rimasero impressionati dalla santità di Maria Crocifissa e ne riferirono al presule al loro ritorno.
Nel 1672 si dice abbia avuto una visione della Madonna Addolorata che le avrebbe detto "Sarà la croce la tua perpetua clausura... Già è stabilita la croce, resta il montarci pian piano sopra... per essere crocifissa perfettamente”.
Secondo una testimonianza di una sua sorella, che con lei conviveva nella comunità, visse continuamente in penitenza, accettando con gioia le infermità che la colpirono e la condussero poi a morte prematura.
Morì il 16 ottobre 1699, nel monastero in cui aveva vissuto, pronunciando le parole: "Santo, Santo, Santo".

## Causa di beatificazione
Nel 1701 venne avviato il processo di beatificazione e nel 1704, il vescovo di Agrigento chiese che venisse scritta la sua biografia, e successivamente venne pubblicato anche il suo epistolario. Il 15 agosto 1787, papa Pio VI la dichiarò venerabile.

## Beata Corbera
Nel 1955 Giuseppe Tomasi di Lampedusa, uno dei discendenti della famiglia di Isabella, andò a visitare il monastero di Palma dove l'antenata era vissuta ed era stata sepolta. Lo scrittore ne rimase turbato a tal punto da inserire nel suo romanzo, Il Gattopardo, la figura della beata Corbera, alter ego letterario di Isabella Tomasi. Ne Il Gattopardo il cognome "Corbera" compare sporadicamente a indicare altri avi del protagonista, che si firma appunto: Fabrizio Corbera, principe di Salina. I Corbera erano un'antica e nobile famiglia, che precedettero i Filangieri di Cutò nel possedimento del feudo e del paese, da loro fondato, di Santa Margherita di Belice. Ai Filangieri di Cutò apparteneva la nonna materna dello scrittore Giuseppe Tomasi di Lampedusa. Lo scrittore tentò di decifrare la cosiddetta Lettera del Diavolo (per cui Maria Crocifissa è nota), che sarebbe stata scritta dal demonio l'11 agosto 1676 con un criptico linguaggio. Anche Andrea Camilleri s'interessò alla vicenda.
Nel 2007 La lettera verrà decifrata da un gruppo di fisici e informatici di Catania.

## Opere
- Dell'orribile bruttezza dell'anima di un sacerdote che celebra il Divino Sacrificio in peccato mortale, Palermo, Isola, 1675
- Le salutazioni del SS. Rosario e detti segnalati cinque gaudii di Maria Vergine, Palermo, Costanzo, 1700